# Casa de juego
Aunque bajo la denominación de casas de juego pueden comprenderse todas aquellas en que entran personas con el principal objeto de jugar, se aplica más frecuente y especialmente a las en que hay juegos de suerte y azar.

## Historia
Entre los romanos ya se castigó severamente a los que en sus casas acogían los juegos de azar. El edicto del pretor fue muy severo con ellos pues les negó toda acción civil y criminal cuando se los maltrataba de obra o se les causaba algún daño en cualquier parte o con cualquiera ocasión, lo que se hizo extensivo a la reivindicación, la condición furtiva y la acción de hurto en los casos en que se les hurtasen algunos bienes en su casa, mientras estaban jugando, aunque no fuera jugador el autor del delito.

### Alfonso X el Sabio
No se mostraron los legisladores españoles más condescendientes con las casas de juego en que se arriesgaba la fortuna de las familias. El rey Alfonso el Sabio, en su Código de las Partidas, imitando y excediendo el rigor de las leyes romanas, estableció que cuando uno acogía en su casa tahures o truhanes como en manera de tahurería para que jugasen, si estos le hicieran hurto, daño y deshonra, lo debía sufrir sin que le quedara ninguna clase de acción, ni fueran los tahúres castigados, exceptuando solamente el caso en que mataren a alguno. Y dando la razón de disposición tan dura, dice, que es por la gravedad de la culpa del que en su casa los recibe, porque debe saber que los tahúres é los vellacos, usando la tahurería por fuerza conviene que sean ladrones, é omes de mala vida; é por ende, si le furtaren algo, o le fizieren otro daño, suya es la culpa de aquel que ha la compañía con ellos.
Es necesario confesar, sin embargo, que el mismo rey fue hasta cierto punto condescendiente con los juegos de azar tratando
de regularizar las casas en que los había y sujetarlas a ciertas reglas para evitar o minorar al menos, las estafas y los disgustos a que daban lugar. Así se ha creído también que debía hacerse en diferentes naciones de Europa, en que las casas de juego de azar fueron autorizadas y sujetas a ciertas precauciones de policía y hasta objeto de impuestos y de ganancias para los fondos públicos. 
Alfonso el Sabio ordenó las casas de juego en el Ordenamiento de las tafurerias, esto es, de las casas de juego de suerte y azar que correspondían al Estado o a los pueblos por privilegio; casas que se daban en arrendamiento. El que redactó el Ordenamiento fue el maestre Roldan, según se dice en su prólogo. Consta la obra de 44 leyes. No es de este artículo el examen de las medidas adoptadas por el rey para introducir el orden en las casas de juego y evitar y castigar los engaños, trampas, riñas y aún muertes, que desgraciadamente salen de semejantes albergues del vicio. Para nuestro propósito, lo que conviene dejar consignado es que a los cincuenta años próximamente de la publicación de este ordenamiento, estaba ya del todo reconocida su ineficacia por lo que se creyó necesario suprimir todas las tafurerías, como se efectuó, indemnizando a los pueblos que las tenían arrendadas por su cuenta con el percibo de las multas que se impusieron a los jugadores. Desde entonces estuvieron prohibidas las casas de juego y azar. El que la tuviera incurría en la multa de cinco mil maravedís por cada vez y si no podía satisfacer la pena pecuniaria, debía sufrir quince días de cadena. 
En 1480 se renovó la prohibición mandándose que los que tuvieran casas de juego incurrieran en la misma pena que los jugadores y añadiendo que si los señores de los pueblos no cumplieran con la ejecución de esta y otras penas, además de la excomunión puesta contra ellos, perdieran sus oficios y las rentas que por cualquier título recibieran del rey y que si no percibían salario alguno, perdieran la mitad de los bienes, de los cuales tres cuartas partes fueran para la Cámara y la otra cuarta parte para el acusador. A petición de las Cortes se dio en 1515 otra pragmática contra los juegos de azar, en que se aplicaban al fisco las casas en que se jugaba y las tiendas en que se vendían dados.

### Felipe II
En tiempos de Felipe II se renovaron las penas contra los dueños de las casas de juegos prohibidos, imponiéndoles además el mismo castigo que a los jugadores, a saber: diez días de cárcel por la primera vez, treinta por la segunda y un año de destierro por la tercera. Al mismo tiempo se castigó a los dueños de casas de juegos lícitos si en ellas se jugaba al fiado, con la pérdida de los derechos e intereses, bajo la pena de la devolución de otro tanto si no escediera de cincuenta ducados y de ser desterrados por un año.

### Carlos III
Más rigurosa aún fue la pragmática de Carlos III dada en 1771. Según ella los dueños de casas de juegos prohibidos incurrían en doble pena que los jugadores, es decir, en la multa de cuatrocientos ducados si eran nobles o empleados en algún oficio público civil o militar y si personas de menor condición destinadas a algún arte, oficio o ejercicio honesto, en cien ducados de multa. Estas penas se duplicaban en el caso de reincidencia y al que por tercera vez contravenía, además de la doble multa, se le castigaba con la pena de dos años de destierro. Cuando por falta de bienes no se hacía efectiva la pena pecuniaria, se conmutaba en la primera vez con veinte días de cárcel con cuarenta en la segunda y en la tercera con sesenta. Añadió a esto la ley que en el caso de que los contraventores estuvieran empleados en servicio del rey o del Estado o fueran personas de notable carácter, a la tercera contravención se diera cuenta a S. M. con testimonio de la sumaria, para las demás providencias que conviniere adoptar.
Mayor fue la agravación que se impuso a los que tenían casas destinadas habitualmente a juegos prohibidos y eran vagos o mal entretenidos sin oficio, arraigo u ocupación y ordinariamente entregados al juego o tahúres, garitos o fulleros. Estos, si eran nobles incurrían en la pena de ocho años de presidio para servir en los regimientos fijos y si plebeyos, eran destinados por aquel tiempo a los arsenales.
Estas penas se hicieron extensivas a los que tenían en sus casas juegos permitidos en que se jugaban prendas, joyas u otros cualesquiera bienes muebles o raíces, en poca o mucha cantidad o en que se jugaba a crédito, al fiado o sobre palabra, entendiéndose por tal cuando se usaban tantos o señales que no fuera dinero contado y corriente.
Para dar mayor firmeza a las disposiciones que quedan referidas, se repitió, como ya se había hecho otras veces, la derogación
de todo fuero privilegiado, añadiendo que en el caso de incurrir en tales delitos los eclesiásticos, después de haberse hecho efectivas por la jurisdicción ordinaria las penas sacándolas de sus temporalidades, se pasase testimonio de lo que contra ellos resultase a sus respectivos prelados para que los corrigieran conforme a los cánones.
En el mismo reinado de Carlos III se mandó que la sala de alcaldes de corte renovase cada seis meses el bando sobre juegos prohibidos y pusiera en conocimiento del rey las contravenciones habituales de que tuviera noticia y entre otras cosas se previno que los embajadores y ministros extranjeros no admitieran en sus casas a los súbditos del rey
Las penas contra los que tienen casas de juego, fueron renovadas diferentes veces en que el gobierno se creyó en el caso de recordar el cumplimiento de las leyes que castigan los juegos prohibidos pero esto no es peculiar á este artículo.